# Lijst van burgemeesters van 's-Hertogenbosch
Dit is een lijst van burgemeesters van 's-Hertogenbosch in de Nederlandse provincie Noord-Brabant.
De lijst is incompleet en geeft slechts het beeld vanaf januari 1808, toen de stad nog deel uitmaakte van het Koninkrijk Holland. De volgende personen werden vanaf dat jaar in 's-Hertogenbosch geïnstalleerd als burgemeester: 
| Ambtsperiode                    | Naam burgemeester                                        | Partij of stroming         | Bijzonderheden   |
| ------------------------------- | -------------------------------------------------------- | -------------------------- | ---------------- |
| ?? - ??                         | ??                                                       |                            |                  |
| januari 1808 - mei 1810         | dr. P.J. van Berckel                                     |                            |                  |
| mei 1810 - juli 1810            | dr. P.J. van Berckel                                     |                            | Maire            |
| juli 1810 - januari 1814        | mr. A.G. Verheyen                                        |                            | Maire            |
| februari 1814 - december 1848   | mr. A.G. Verheyen                                        |                            | [ 1 ]            |
| december 1815 - februari 1816   | mr. J. Losecaat                                          |                            | [ 1 ]            |
| december 1815 - februari 1824   | P.H. van Fenema                                          |                            | [ 1 ]            |
| februari 1816 - februari 1824   | jhr. W.H. van Thye Hannes                                |                            | [ 1 ]            |
| maart 1849 - december 1856      | P.J. (Petrus Josephus) Vermeulen (ca.1790-1860)          |                            |                  |
| februari 1857 - oktober 1874    | jhr. mr. E.J.C.M. de Kuyper                              |                            |                  |
| november 1874 - juni 1880       | mr. A.F.X. Luyben                                        | Conservatief (katholiek)   |                  |
| oktober 1880 - december 1883    | mr. H.F.M. van Lanschot                                  |                            |                  |
| maart 1884 - juni 1917          | jhr. P.J.J.M. van der Does de Willebois                  | R.K. (Rooms-Katholieken)   |                  |
| september 1917 - september 1941 | mr. Frans Johan (F.J.) van Lanschot                      | R.K. (Rooms-Katholieken)   |                  |
| december 1941 - juni 1943       | mr. C.A.F.H.W.B. van den Clooster baron Sloet tot Everlo | NSB                        |                  |
| juli 1943 - oktober 1944        | mr. A.M.P. Thomassen                                     | NSB                        |                  |
| oktober 1944 - november 1944    | M.G.W. van Soestbergen                                   |                            | Plaatsvervangend |
| november 1944 - oktober 1945    | mr. H.J.M. Loeff                                         |                            | Waarnemend       |
| oktober 1945 - september 1960   | mr. H.J.M. Loeff                                         | vanaf 22 december 1945 KVP |                  |
| februari 1961 - februari 1969   | mr. R.J.J. Lambooij                                      | KVP                        |                  |
| april 1969 - mei 1978           | mr. G.M.J.W. van de Ven                                  | KVP                        |                  |
| oktober 1978 - juli 1989        | mr. Ben (B.L.A.) van Zwieten                             | KVP / CDA                  |                  |
| september 1989 - januari 1996   | mr. Don (D.C.B.) Burgers                                 | CDA                        |                  |
| september 1996 - oktober 2017   | mr. dr. Ton (A.G.J.M.) Rombouts                          | CDA                        |                  |
| 11 oktober 2017 - heden         | drs. Jack (J.M.L.N.) Mikkers                             | VVD                        | [ 2 ]            |